# الثوم (ليبيا)
الثوم هي نقطة حدودية ليبية على حدودها الجنوبية مع النيجر.

## الموقع
تقع إلى جنوب شرق أدهان مرزق (التي تحد فزان جنوباً) وإلى شمال شرق هضبة جادو (بمنطقة أغاديس النيجرية) وإلى شمال غرب جبال تيبستي (بتشاد).

## المواصلات
يربطها بواحة القطرون طريق ممهّد جزئياً.

## الحراسة
تواجه تلك الحدود محاولات تهريب مستمرة، ويحرسها حالياً بعد ثورة 17 فبراير ثوّار من منطقة فزان، من «كتيبة درع الصحراء» و«كتيبة شهداء أم الأرانب».

## المصدر
- توم الحدودية في أقصى جنوب ليبيا على يوتيوب- يوتيوب قناة الجزيرة - تاريخ الولوج 21-11-2011